# Rubinho (futebolista)
Rubens Fernando Moedim, conhecido como Rubinho (Guarulhos, 4 de agosto de 1983), é um ex-futebolista brasileiro que atuava como goleiro.

## Carreira

### Corinthians
Começou a carreira em 2001, no Corinthians, onde jogou por 4 anos, disputou 68 partidas e foi campeão paulista duas vezes: em 2001 e em 2003.

### Hellas Verona
Na temporada 2004-2005, jogou no Hellas Verona da Itália, por empréstimo do Corinthians.

### Vitória de Setúbal
Em 2006, depois que seu empréstimo terminou, Rubinho não voltou a jogar pelo Corinthians, pois foi negociado com o Vitória de Setúbal, de Portugal. No Vitória de Setúbal, jogou de janeiro a julho de 2006 e jogou 12 partidas do Campeonato Português e 2 da Taça de Portugal.

### Retorno ao Futebol Italiano
Em julho de 2006, durante a janela de transferências, Rubinho voltou para a Itália, onde esteve até o fim de 2017, desta vez para jogar no Genoa. Foi titular da equipe na temporada 2006-2007, na Serie B, onde conseguiram a promoção a Serie A do Campeonato Italiano. Também foi titular na temporada 2007-2008 e foi o titular até a sua transferência.

### Palermo e Livorno
Em 2009 Rubinho transferiu-se para o Palermo que no início de 2010 o emprestou ao Livorno, onde atuou por 11 jogos, um deles contra seu ex-clube o Genoa tendo a torcida o recebido com aplausos.

### Torino
No dia 29 de junho de 2010 foi oficializada a transferência por empréstimo do jogador para o Torino por uma temporada.

### Juventus
Depois de um período em treinamento no Grêmio Barueri e ter passado por um período experimental no Varese (tendo inclusive assinando um contrato), em 29 de agosto de 2012, depois de ser liberado, assina um contrato de um ano com a Juventus e opta por vestir a camisa de número 34. Considerado um "uomo-spogliatoio" pela liderança na equipe técnica da Juventus, ocupou o papel de terceiro goleiro atrás de Gianluigi Buffon e Marco Storari.
No dia 5 de maio de 2013, apesar de ele ainda não ter disputado nenhum jogo na temporada, graças à vitória em casa por 1 a 0 da Juventus contra o Palermo, Rubinho torna-se - com três rodadas de antecedência - o seu primeiro campeonato italiano. Ele estreou com a Juventus em 18 de maio, substituindo Marco Storari no minuto 80 da derrota por 3 a 2 para a Sampdoria, no último jogo do campeonato.
Em julho, depois de ter seu contrato encerrado, Rubinho assinou um novo contrato com a Juventus com o qual ganha o campeonato no final do ano pelo segundo ano consecutivo. Seu único jogo na temporada aconteceu em 18 de maio de 2014, exatamente um ano depois de sua estréia na Vecchia Signora, jogando a segunda metade do último jogo da liga em que a Juve venceu por 3 a 0 o Cagliari. Em 24 de junho ele renova o contrato por mais um ano. Em 2 de maio de 2015, graças à vitória fora de casa da Juventus por 1 a 0 contra a Sampdoria, ganha – com quatro rodadas de antecedência – seu terceiro campeonato italiano consecutivo. Na temporada também ganhou a Copa da Itália, embora não tenha participado de partidas oficiais nas quais o time participou. No final da temporada, ele renova o contrato novamente, vinculando a quarta temporada às cores Bianconeri.
Na temporada 2015-16, na segunda rodada do campeonato contra o Roma, em 30 de agosto de 2015, ele foi expulso do banco de reservas por reclamação. Em 25 de abril de 2016, graças à vitória da Roma por 1 a 0 sobre o Napoli, a Juve ganhou - com três rodadas de antecedência - o seu quarto Scudetto consecutivo. Em 21 de maio de 2016 também ganhou a Copa da Itália, a segunda consecutiva. Rubinho também encerra esta temporada sem participar de qualquer jogo oficial nas quatro competições. Em 30 de junho de 2016, no final do contrato, encerrou a sua experiência no time de Turim após quatro temporadas, aonde ganhou quatro campeonatos italianos, duas Copas da Itália e duas Supercopas; no total com a Juventus, jogou dois jogos sem tomar gols.

### Avaí
Após longo período jogando na Europa, retornou ao Brasil para jogar a Série B do Brasileirão de 2018 pelo Avaí. Sua contratação foi anunciada no dia 31 de dezembro de 2017.
- Eu tive o prazer de jogar com o Buffon a partir dos 36 dele e vi dia após dia o que ele fazia. Tenho noção do que preciso fazer para me manter em alto nível. Eu tive o privilégio de durante quatro anos estar dia a dia com ele. Algumas características peguei, outras são impossíveis. Mas eu trago comigo uma bagagem de experiências vividas, que passei, para colocar à disposição. Eu sempre pensei, mas meu entusiasmo e a minha alegria de jogar futebol é independente da idade. Eu jogo desde os quatro anos e a alegria é a mesma.— Rubinho em sua apresentação.

## Títulos
Corinthians
- Torneio Rio-São Paulo: 2002
- Copa do Brasil: 2002
- Campeonato Paulista: 2001, 2003

Juventus
- Campeonato Italiano: 2012–13, 2013–14, 2014–15, 2015–16
- Supercopa da Itália: 2013, 2015
- Coppa Italia: 2014–15, 2015–16

Seleção Brasileira
- Campeonato Mundial Sub-17: 1999
- Campeonato Sul-Americano Sub-20: 2001

## Curiosidades
- Rubinho é irmão do volante Zé Elias, ídolo no Corinthians.
- Em 2005 Rubinho deixou o Corinthians no meio do Campeonato Paulista após uma briga com o então titular da posição Fábio Costa, perdendo a chance de se firmar no Corinthians já que após isso Fábio foi afastado do time titular por deficiência técnica abrindo espaço para 3 goleiros da base: Júlio César, Marcelo e Tiago.